# Diogas
Diogas (en grec antic Διόγας) va ser un metge iatralipta grec (metge que curava amb pomades o massatges) que va viure entre el segle i i el segle ii. És esmentat per Galè que diu que alguna vegada va utilitzar una medicina d'Antoni Musa.